# سارتوريس
سارتوريس هي رواية نُشرت لأول مرة عام 1929، للمؤلف الأمريكي ويليام فوكنر. تصور الرواية تدهور أرستقراطية مسيسيبّي بعد الانتفاضة الاجتماعية للحرب الأمريكية الأهلية. يُعد إصدار عام 1929 منها نسخة مختصرة لعمل فوكنر الأصلي. نُشر النص الكامل عام 1973 تحت عنوان أعلام في الغبار. كان جد فوكنر الأكبر ويليام كلارك فوكنر الذي كان عقيدًا في الحرب الأمريكية الأهلية النموذجَ عن العقيد جون سارتوريس. واستحدث فوكنر أيضًا شخصيات أخرى في الكتاب عن أناس محليين من مسقط رأسه في أوكسفورد. كان صديقه بين واسون النموذج لهوراس بنبو، بينما كان شقيق فوكنر موري النموذج الأولي للشاب بايارد سارتوريس.

## نبذة عن الرواية
تتناول الرواية تدهور عائلة جنوبية أرستقراطية بعد نهاية الحرب العالمية الأولى مباشرةً. وهي عائلة سارتوريس الثرية من جيفيرسون، ميسيسبّي، التي يعيش أفرادها تحت ظل والدهم المتوفى، العقيد جون سارتوريس. كان العقيد ضابطًا في سلاح الفرسان الكونفدرالي خلال الحرب الأهلية، بنى السكة الحديدية المحلية، وهو بطل شعبي. الناجون من عائلة سارتوريس هم أخته الأصغر، فيرجينيا دو بري («العمة جيني» أو «الآنسة جيني»)، وابنه بايارد سارتوريس («بايارد الكبير»)، وابن حفيده بايارد سارتوريس («بايارد الصغير»).
تبدأ الرواية بعودة بايارد سارتوريس إلى جيفيرسون من الحرب العالمية الأولى. كان بايارد وشقيقه التوأم جون (الذي كان قد قُتل في المعارك) طيارين حربيين.
تُطارد بايارد الصغير أشباح موت شقيقه. ويدفعه ذلك مع نزعة العائلة للتصرفات الطائشة إلى نمط من السلوك التدميري الذاتي، وخصوصًا القيادة المتهورة بسيارة اشتراها مؤخرًا.

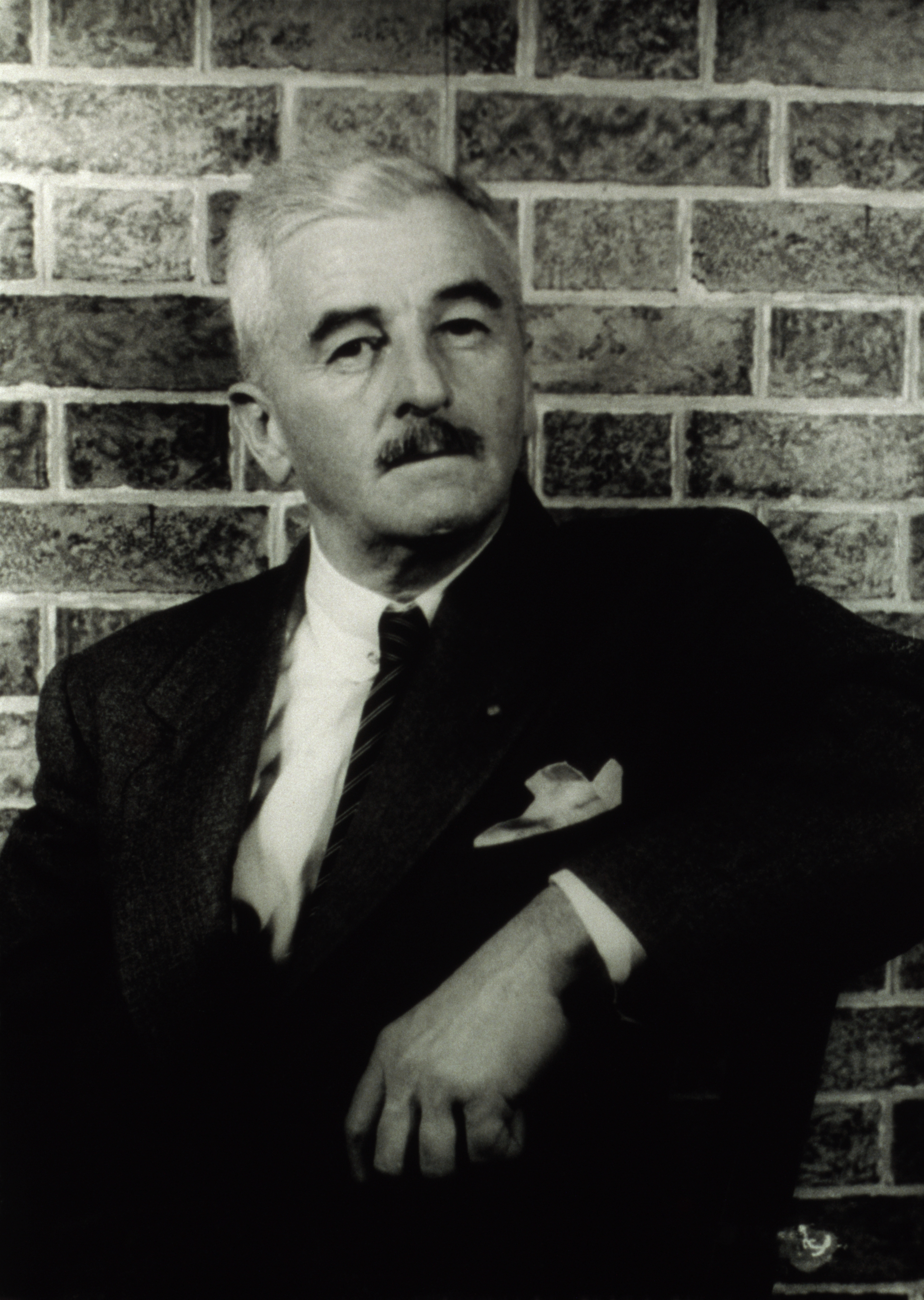
ويليام فوكنر

يُحطم بايارد الصغير السيارة في النهاية من على جسر. خلال فترة التعافي التي تليها، يبني علاقة مع نارسيسا بينبو، ويتزوجها. على الرغم من وعوده لنارسيسا بالتوقف عن القيادة المتهورة، يُدخل السيارة في حطام قريب وبرفقته بايارد الكبير في السيارة، متسببًا بوفاة بايارد الكبير جرّاءَ نوبة قلبية. يختفي بايارد الصغير من جيفيرسون، تاركًا زوجته الحامل مع العمة جيني. ويتوفى وهو يقود طائرة تجريبية في يوم ولادة ابنه.

## الشخصيات
في رواية "سارتوريس" لويليام فوكنر، تتجلى مجموعة من الشخصيات المعقدة التي تعكس صراعات داخلية واجتماعية عميقة. الشخصية المحورية هي سارتوريس كومي، الشاب المنتمي لعائلة جنوبية عريقة، والذي يعاني من صراعات داخلية بين إرث العائلة القديم ورغباته الشخصية، بالإضافة إلى التوتر بين حياته قبل الحرب وبعدها، ما يجسّد الصراع بين التقليد والحداثة. والد سارتوريس، جيمس كومي، يمثل الماضي والتقاليد العائلية من خلال شخصيته الصارمة والملتزمة بالقيم التقليدية للجنوب الأمريكي. أما زوجته سوزان، فهي شخصية هادئة لكنها ذات حضور قوي داخل الأسرة، تعكس التحديات الأسرية التي تواجهها العائلة. إلى جانب ذلك، يظهر مورتون كصديق لسارتوريس يرافقه في رحلته النفسية والاجتماعية، فيما تمثل الشخصيات الثانوية أفراد الأسرة والمجتمع المحلي الذين يعكسون واقع الجنوب الأمريكي وتناقضاته الاجتماعية والثقافية. تبرز هذه الشخصيات التوترات النفسية والاجتماعية الناتجة عن الحرب والتغيرات المجتمعية، وتُظهر عمق الصراعات الداخلية لكل فرد ضمن السياق التاريخي والثقافي للرواية

## خلفية
بدأ ويليام فوكنر، في خريف أو شتاء عام 1926، ، وعمره 29 عامًا، بالعمل على أول رواياته حول مقاطعة يوكناباتا. قال له شيروود أندرسون في السابق أن عليه الكتابة عن مسقط رأسه ميسيسبّي. وأخذ فوكنر بتلك النصيحة: استعمل ارضه الخاصة، وجعلها مأهولة بالرجال والنساء المستمدين جزئيًا من الحياة الحقيقية، والموصوفين جزئيًا كما يجب أن يكونوا في بنية ميثوبية. بعد سنة، وفي 29 سبّتمبر، 1927، اكتملت الرواية الجديدة. تألفت النسخة من 596 صفحة، وأطلق عليها عنوان أعلام في الغبار. أرسل فوكنر الأعلام في الغبار وهو ممتلئ بالحماس إلى هوريس ليفّرايت (الذي نشر أول روايتين له) في نيويورك. قرأها ليفّرايت، ولم تعجبه، وأرسلها مرة أخرى فوكنر مع توصيته القوية له بعدم عرضها للنشر في أي مكان آخر: كانت غامضة جدًا، وتفتقر إلى الحبكة والهيكلية؛ وشَعَرَ ليفّرايت، بأن ليس بإمكان أي قدر من التنقيح إنقاذها. عرض فوكنر وهو محطمٌ رواية أعلام في الغبار على عدد من أصدقائه، والذين شاركوا ليفّرايت في رأيه.

## اهمية الرواية
تُعتبر رواية "سارتوريس" من الأعمال المحورية في الأدب الأمريكي الحديث، إذ تعكس بعمق الصراعات النفسية والاجتماعية التي خلفتها الحروب، خاصة الحرب العالمية الأولى، وتقدم نقدًا حادًا لحالة الجنوب الأمريكي وتحولاته التاريخية والثقافية. تسلط الرواية الضوء على الصراعات الداخلية التي يعيشها الأفراد نتيجة لتقلبات الزمن وتأثير الماضي على الحاضر، كما تستكشف موضوعات مثل الهوية، الانتماء، والذاكرة الجماعية. من خلال أسلوبها السردي المبتكر واستخدامها لتقنيات مثل التدفق الذهني والسرد متعدد الأصوات، تُعد "سارتوريس" نموذجًا أدبيًا يعبر عن تعقيدات النفس البشرية والمجتمع الأمريكي الجنوبي في فترة التحول.

## الاسلوب
رواية "سارتوريس" لويليام فوكنر تتميز بأسلوب سردي مبتكر وغير تقليدي يعكس تعقيدات النفس البشرية والصراعات الاجتماعية في الجنوب الأمريكي. يستخدم فوكنر في الرواية تقنية التدفق الذهني، التي تتيح للقارئ الاطلاع على الأفكار والمشاعر الداخلية للشخصيات بشكل مباشر وغير مرتب زمنياً، مما يضفي على النص عمقاً نفسياً ويبرز التوترات الداخلية التي تعيشها الشخصيات.
بالإضافة إلى ذلك، تتسم الرواية بالسرد متعدد الأصوات والزوايا، حيث تعرض الأحداث من وجهات نظر مختلفة، مما يعكس تعددية الخبرات والتفسيرات ويمنح النص بعداً فلسفياً واجتماعياً. يتخلل النص استخدام لغة معقدة وأسلوباً شاعرياً في بعض الأحيان، مع توظيف الرموز والاستعارات التي تضيف طبقات من المعنى للنص وتساعد في التعبير عن الصراعات النفسية والثقافية.
أسلوب فوكنر في "سارتوريس" يبتعد عن التسلسل الزمني التقليدي، حيث يعتمد على التقطيع الزمني والانتقال بين فترات مختلفة من حياة الشخصيات.
كما يستخدم فوكنر الوصف التفصيلي المكثف للبيئة المحيطة، مما يضفي على الرواية جوًا حيويًا يعكس التأثير العميق للمكان على النفس البشرية، ويبرز الترابط الوثيق بين الشخصيات ومحيطها الجغرافي والاجتماعي. ويُضاف إلى ذلك توظيفه للرموز الأدبية التي تحمل دلالات متعددة وتفتح أمام القارئ آفاقًا واسعة من التفسير، مما يجعل النص غنيًا ومتعدد الطبقات.
هذا التداخل بين الأسلوب السردي النفسي، واللغة الشعرية، والرمزية، إضافة إلى التقطيع الزمني، يعكس روح التجريب الأدبي في فترة الحداثة، ويؤكد على قدرة فوكنر في نقل تعقيدات الواقع الإنساني والمجتمعي من خلال لغة سردية مبتكرة ومكثفة.

## الخلفية التاريخية والاجتماعية
تدور أحداث الرواية في فترة ما بعد الحرب العالمية الأولى، وهي فترة حرجة في تاريخ الجنوب الأمريكي حيث كان المجتمع يعاني من تداعيات الحرب، إلى جانب الانقسامات العرقية والاجتماعية العميقة التي ما زالت تؤثر على حياة الأفراد والعائلات. كان الجنوب الأمريكي يعيش حالة من التوتر بين إرث العبودية والتقاليد المحافظة من جهة، ومتطلبات الحداثة والتغيرات الاقتصادية والاجتماعية من جهة أخرى. هذه البيئة المشحونة بالتناقضات تشكل خلفية حيوية للرواية، حيث تتجلى الصراعات النفسية والشخصية للشخصيات في إطار اجتماعي يعاني من انقسامات عميقة بين البيض والسود، وبين الطبقات الاجتماعية المختلفة. كما أن التأثيرات الثقافية والدينية السائدة في الجنوب تلعب دورًا محوريًا في تشكيل مواقف الأفراد وسلوكهم.

## النقد
لاقت رواية "سارتوريس" استحسانًا كبيرًا من النقاد واعتُبرت من روائع الأدب الأمريكي التي ساهمت بشكل بارز في تطوير أسلوب الرواية الحديثة، خصوصًا من خلال اعتمادها على تقنيات السرد التجريبي مثل التدفق الذهني، والتقطيع الزمني غير الخطي، والسرد متعدد الأصوات. أشاد النقاد بقدرة ويليام فوكنر على تصوير التعقيدات النفسية والاجتماعية للشخصيات، وبتوظيفه اللغة الشعرية والرمزية لإيصال مضامين عميقة تتجاوز القصة السردية التقليدية. كما نُظر إلى الرواية على أنها تحفة أدبية تمثل تحديًا للقارئ، حيث تتطلب منه تفاعلًا فكريًا ونفسيًا لفك رموز النص وفهم طبقات المعنى المتعددة. ساهمت "سارتوريس" في تعزيز مكانة فوكنر كأحد أبرز الأدباء الأمريكيين وأثرت بشكل كبير في كتاب الأدب الحديث والما بعد حداثي، حيث استُخدمت أساليبها وتقنياتها في العديد من الأعمال الأدبية اللاحقة.